# Kékkői vár
A kékkői vár (szlovákul: Hrad Modrý kameň) Kékkő szlovákiai település területén, a korponai síkság déli részén található vár, mely nevét az alatta található kőszikla színéről kapta. A várat feltehetőleg a 12. században, 1137 környékén építették, az első írásos emlékeket 1278-ra datálják. A gótikus stílusban felépített vár történelmi jelentőségének csúcspontját a 16. század jelentette, amikor gróf Balassa Bálint hősiesen, de sikertelenül védekezett a törökök ellen.

## Története
A vár 1137 körül épült, első tulajdonosa a zólyomi főispán, Ditrich, aki a Doncs lovag nemzedékéből származott. IV. Béla király uralkodása alatt a vár tatárellenes védvonalként, erődként szolgált és legfőképp stratégiai szerepet töltött be. A 13. és 14. század fordulóján rövid ideig trencséni Csák Máté igazgatta a várat, a Balassákhoz 1321-es halála után került.
A vár virágéletét a 16. század jelentette, amikor a törökellenes védővonal része volt. 1559-ben az akkori állam pénzén erősítették és tartották karban a várat. 1575 és 1593 között a törökök elfoglalták és elpusztították. 1593-ban Pálffy Miklós és Tiefenbach Kristóf támadását képtelenek voltak visszaverni, így december 13-án a várat felgyújtották és elmenekültek. Két évtized után a Balassa-család tagja, Balassa Zsigmond azt visszaállíttatta eredeti állapotába. A törökök a rekonstruált várat is elpusztították, ennek romjai ma is látogathatók.
II. Balassa Bálint 1658-ban szerzett I. Lipót császártól jogot arra, hogy vásárt tarthassanak a városban és a várban, amellyel fellendült a kékkői élet. Az erről szóló 1658. október 6. keltezésű császári levél az állami archívum tárolja Nagykürtösön.
Az 1711-es szatmári békekötést követően, Rákóczi ezredese, Kókay Márton gyújtotta fel a várat, ami azt megelőzően a kuruc haderő szállása volt. A múzeumok és turistaközpont színtere tulajdonképpen a kastély, amelyet a Balassa család, pontosabban II. Balassa Pál 1730-ban építtetett barokk stílusban. Később, 1759-ben gróf Balassa Pál építtette szent Anna kápolnáját is, bár ekkor már az apostoli gróf címet viselte, amit XIV. Benedek ítélt oda neki. Erre az időre datálják a vár közeli Kálvária kialakítását is. Ma is ezt az állapotot – a másodszor lerombolt várat és az 1730-as építésű kastélyt és kápolnát – tekinthetik meg az idelátogatók.

### Tulajdonjog
A vár (és a kastély) a 19. század közepéig volt a Balassa család birtokában, pontosabban: 1562-ig Balassa János, 1562-tól Balassa Bálint, 1609–1612 között Balassa Zsigmond.  A 19. század közepén a Forgách nemzetség a vár tulajdonosa. Ők rekonstruálták a vár alatti területeket, szökőkutat, angolparkot és lőteret építtettek. Károlyi gróf vásárolta meg lányának a birtokot. Gróf Almási Gabriella 1923-ban adta el a birtokot a csehszlovák államnak, amikor Kékkő városa járási székhellyé vált. Összességében, a Balassa család körülbelül hatszáz évig birtokolta a várat kisebb-nagyobb szünetekkel.

### 20. század
Kékkő 1923-ban járási székhellyé vált. Ez idő tájt a járás hivatal, járási bíróság, munkaügyi hivatal, iskolaügyi felügyelet és más közszolgálati intézmények székhelye. Az 1927-1928-as években a járási bíróság székhelyéül szolgáló épületrészhez vasrácsos börtöncellákat is telepítettek. A század másik felében gyógyszerészeti magáncég raktára, majd 1968-ban ezen a címen található az állami járási archívum. A rendszerváltást követően 1991-től honismereti múzeum székhelye, majd 2002-től a működik itt a Szlovák Nemzeti Múzeum tulajdonában lévő bábszínháztörténeti múzeum.

## Állandó kiállítások
- bábszínháztörténeti kiállítás
- szlovák (gyerek)játékok története
- fogtechnikai történetét bemutató kiállítás
- Balassa Bálint-emlékkiállítás
- a közeli szláv és avar temetkezési hely leleteit bemutató kiállítás

## Állami archívum járási székhelye
Nagykürtösön már 1954 óta folyt a szervezett archiválási tevékenység, majd 1960-tól a kékkői várban székelt a losonci járási archívum kirendelt intézménye. 1966-ban a kirendeltség megszűnt, két évig a losonci archívum veszi át a kékkői dokumentumokat, de azok a varsói szerződést követően visszatérnek a várba. 1968. október 1-én lép igazgatói funkcióba Ing. František Eibner és egészen 1973-ig ellátja feladatkörét, egyes írások szerint az akkori állam tevékenységével is összefüggésbe hozható, egy levele említi a titkosrendőrséget és figyelmezteti barátját, hogy „tartsa be a törvényeket”. 
Mivel a vár épülete nem volt megfelelő az archiválási körülményeknek, Marta Kamasová tevékenysége alatt kap új helyszínt az archívum 1985-ben Nagykürtösön, amely mai napig ellátja feladatát.

## Érdekességek

### Kapufelirat
A vár alsó kapujának márványkövén a következő felirat olvasható: Anno Domini, MCCXXXVII. Sum arx KÉKKŐ, ab Inclyta Domo BALASSA fundata, et continue possidebar. Anno MDLXXVI. In potestatem perveni Turcicam. Anno MDXCIII. A Turcis pulvere disjecta. Domini Imperatoris Romanorum ac Regis Hungariae RUDOLFI II. Praefectorum incuria, ad extremam deveni ruinam. Anno MDCIX. a Serenissimo Rege Hungariae, Mathia II. haereditariis meis reddita, Dominis, industria Spectabilis ac Magnifici Domini, SIGISMUNDI BALASSA, muris ac propugnaculis, e fundamento ampliata, habitationibus exornata, in hunc, in quo ante fui, perveni, statum. Ab eadem Illustri Familia, ut aevo durante, feliciter possidear, favit Deus ter Opt. Max. cui laus, s gloria Anno MDCXII.
Szabad fordításban a teljesség igénye nélkül annyit jelent, mint: Építtetett az Úr 1237. évében. Kékkő várát a Balassa-család alapította. 1576-ban a török hatalma elért, 1593-ban porrá enyészett. II. Rudolf, magyarok és rómaiak császárát a tisztek elhanyagolják, eljött hát e rom szélére. Balassa Zsigmond falakkal erősítette a várat és otthont adott az embereknek, akikkel egykor voltam, éltem abból a családból, amely idős és kitartó. Az úr 1612. évében.

### Várkápolna
A várkápolna különös lelete. A várkápolna főoltára mögül egy 18. századból származó bronzedény, s benne egy szarvasmarha szíve került elő. A különös lelet valószínűleg az 1700-as évek kezdetén dúló marhavésszel hozható összefüggésbe. A helybéliek attól remélték a járvány megszűnését, hogy a szívet a kegykép közelében helyezték el.

### Téves megnevezés
A kékkői vár alatt ma már legtöbbször a turisták a kékkői vár lakóépületét értik, amely a múzeumkomplexum otthona. Bár a kékkői vár megnevezés is helytálló, annak már csak maradványai találhatók, illetve az alsóbb várszint maradványain nyugszik a lakóépület, így ez lenne a mérvadó megnevezés.

### Mikszáth Kálmán írása
Mikszáth Kálmán nem egyszer említi műveiben Kékkőt és annak várát, egész leírást szentel neki Magyarország lovagvárai című könyvében.

### Balassa-család
Egyenesen a várhoz köthető Balassa család megnevezése, akik csaknem hatszáz évig birtokolták azt, kontroverzális. A Balassi és Balassa egyaránt helyes névváltozat.